# Damir Plantić
Damir Plantić est un boxeur croate né le 16 décembre 1989.

## Carrière
Sa carrière amateur est principalement marquée par une médaille de bronze remportée aux championnats d'Europe 2017 dans la catégorie des poids mi-lourds.

## Palmarès

### Championnats d'Europe
- Médaille de bronze en -81 kg en 2017 à Kharkiv, Ukraine